# Jan Baptysta Kleczyński

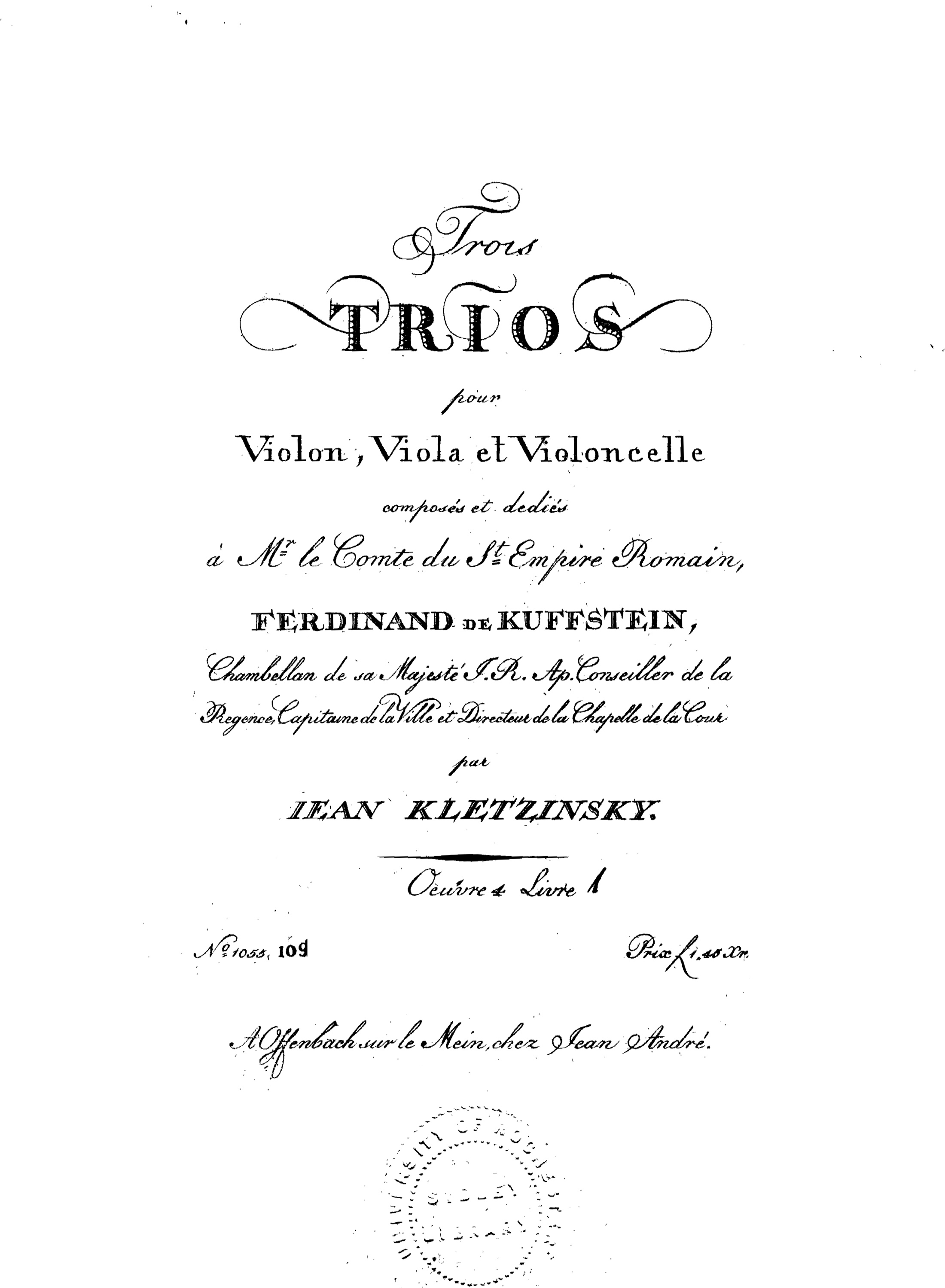

Jan Baptysta Kleczyński (niem. Johann Baptist Kletzinsky; ur. 14 czerwca 1756 w Karwinie, zm. 6 sierpnia 1828 w Wiedniu) – polsko-austriacki skrzypek, dyrygent i kompozytor.

## Życiorys
Kształcił się we Lwowie lub w Krakowie.
W latach 1786–1792 grał w prywatnej orkiestrze hrabiny Marii Józefy Breuner w Wenecji, potem przez dwa lata występował w orkiestrze księcia Grassalkovics von Gyarack w Bratysławie.
W roku 1795 zamieszkał w Wiedniu. Od roku 1801 był członkiem orkiestry wiedeńskiej opery dworskiej, od roku 1804 był dyrygentem teatru am Kärntnertor.
Od roku 1803 był członkiem Wiedeńskiego Towarzystwa Muzycznego (Tonkünstler-Sozietät), a od roku 1811 dyrygował jego koncertami. Komponował utwory symfoniczne i kameralne. Obok Feliksa Janiewicza uważany jest za twórcę gatunku koncertu instrumentalnego w muzyce polskiej.
Jego brat Franciszek był również skrzypkiem i kompozytorem, czynnym w Wiedniu.

## Wybrane kompozycje
- Concertino nr 1 C-dur na skrzypce, obój i orkiestrę
- 6 triów smyczkowych na skrzypce, altówkę i wiolonczelę; op. 4
- Wariacje koncertowe na temat Freut euch des Lebens (Radujcie się życiem) na 2 skrzypiec
- 12 wariacji na temat pieśni O mein lieber Augustin (O mój miły Augustynie) na 2 skrzypiec